# Wall (Pennsilvània)
Wall és una població dels Estats Units a l'estat de Pennsilvània. Segons el cens del 2000 tenia 727 habitants.

## Demografia
Segons el cens del 2000, Wall tenia 727 habitants, 324 habitatges, i 197 famílies. La densitat de població era de 637,9 habitants/km².
Dels 324 habitatges en un 22,5% hi vivien nens de menys de 18 anys, en un 40,7% hi vivien parelles casades, en un 13,6% dones solteres, i en un 38,9% no eren unitats familiars. En el 35,2% dels habitatges hi vivien persones soles el 15,1% de les quals corresponia a persones de 65 anys o més que vivien soles. El nombre mitjà de persones vivint en cada habitatge era de 2,24 i el nombre mitjà de persones que vivien en cada família era de 2,84.
Per edats la població es repartia de la següent manera: un 19,7% tenia menys de 18 anys, un 7,8% entre 18 i 24, un 31,8% entre 25 i 44, un 21,2% de 45 a 60 i un 19,5% 65 anys o més.
L'edat mediana era de 40 anys. Per cada 100 dones de 18 o més anys hi havia 89,6 homes.
La renda mediana per habitatge era de 26.595 $ i la renda mediana per família de 32.500 $. Els homes tenien una renda mediana de 25.500 $ mentre que les dones 23.333 $. La renda per capita de la població era de 14.720 $. Entorn del 10,7% de les famílies i el 16,7% de la població estaven per davall del llindar de pobresa.

## Poblacions més properes
El següent diagrama mostra les poblacions més properes.